# Grigore III Ghica
Pour les articles homonymes, voir Ghica.
Grigore III Ghica,  Grigorie Alexandru Ghica VI ou encore Grégoire Alexandre Ghyka, né en 1724 et exécuté à Jassy le 12 octobre 1777, membre de la famille princière Ghica, est un prince phanariote, qui, après avoir été au service du gouvernement ottoman, est devenu hospodar de Moldavie de 1764 à 1767, puis de 1774 à 1777, et de Valachie de 1768 à 1769. La monarchie est élective dans les principautés roumaines de Moldavie et de Valachie, comme en Pologne voisine. Le souverain (voïvode, hospodar ou domnitor selon les époques et les sources) était élu par (et souvent parmi) les boyards, puis agréé par les Ottomans : pour être nommé, régner et se maintenir, il s'appuyait sur les partis de boyards et fréquemment sur les puissances voisines, polonaise, habsbourgeoise, russe et surtout turque, car jusqu'en 1859 les deux principautés étaient vassales et tributaires de la « Sublime Porte ».

## Origine
Grigore III Ghica est le fils du Grand Drogman Alexandre Ghica, exécuté pour trahison le 27 février 1741 par les Ottomans, accusé d’avoir bradé les intérêts de l’Empire ottoman lors des négociations du Traité de Belgrade. Il est également le neveu du prince Grigore II Ghica.

## Règnes

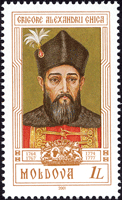
Grégoire III Ghica sur un timbre de la Moldavie.

Grigore III Ghica est Grand Drogman de la Sublime Porte de 1758 à 1764. Il accède ensuite au trône de Moldavie le 29 mars 1764, succédant à Grégoire Kallimachis. Moins de trois ans après, fin janvier 1767, il doit céder le trône à son prédécesseur et obtient en contrepartie le trône de Valachie en octobre 1768, succédant à son parent Alexandre Ier Ghica.
Pendant la Guerre russo-turque de 1768-1774, les troupes russes occupent la Moldavie et, le 16 novembre 1769 Grigore III Ghica doit quitter son palais et abandonner son trône. Fait prisonnier en 1770, il est emmené en invité de marque à la cour de Saint-Pétersbourg où il noue des relations. Après l’occupation des deux principautés par l’Empire russe entre septembre/novembre-1769 et septembre 1774, une des clauses du Traité de Kutchuk-Kaïnardji, conclu entre les Empires ottoman et russe pour rétablir la paix, prévoit sa réintégration à la tête d’une principauté. Il redevient donc prince de Moldavie le 9 octobre 1774. 
La pression de l’Empire russe en faveur de sa réintégration génère l’hostilité du parti de boyards fidèle à la vassalité ottomane, mais ce parti diminue fortement en raison de l'offre ottomane de cession à l'Autriche de la région moldave de Bucovine, en échange de l'abstention autrichienne durant le conflit avec les Russes. Cette offre entraîne une protestation véhémente du prince et de la plupart des boyards désormais ralliés à lui, auprès du gouvernement ottoman auquel les Moldaves reprochent d’« acheter la neutralité des Habsbourg en leur offrant un présent volé à un tiers » en « piétinant les clauses du traité de vassalité moldo-ottoman » (qui garantissait les frontières de la Principauté, dont la Bucovine, avec ses monastères et l’ancienne capitale de Suceava, est le cœur historique). La « Sublime Porte », qui veut avoir les mains libres dans cette affaire, décide alors d’éliminer Grigore III Ghica. Le « kapidji » Ahmed Bey Kara Hissarli est envoyé à Jassy officiellement pour amadouer le souverain moldave.   
Prétextant une indisposition, le « kapidji » se retire dans la résidence que Grigore III Ghica lui a attribuée. Le prince, par courtoisie, décide de lui rendre une visite : il est alors séparé de sa garde, sa destitution et la nomination de son successeur Constantin Mourousi lui sont annoncées, et il est aussitôt arrêté, pour être étranglé à l’âge de 53 ans par les « calats » (ou djalats) d’Ahmed Kara Hissarli dans la nuit du samedi 11 octobre. Il sera ensuite décapité la nuit suivante et sa tête salée et envoyée à Constantinople où elle sera exposée au Sérail pendant trois jours après le 31 octobre.

## Union et postérité
Grigore III Ghica épouse à Constantinople en 1754 une phanariote, Katherini Rhizos-Rhangabé (descendante par sa mère du patricien Théphylacte Rhangabé et du « basileus » Michel Ier Rhangabé, morte en 1779) dont il a six enfants.

## Note
1. ↑  Le candidat au trône devait ensuite "amortir ses investissements" par sa part sur les taxes et impôts, verser en outre le tribut aux Ottomans, payer ses mercenaires et s'enrichir néanmoins. Pour cela, un règne d'un semestre au moins était nécessaire, mais la "concurrence" était rude, certains princes ne parvenaient pas à se maintenir assez longtemps sur le trône, et devaient ré-essayer. Cela explique le "jeu des chaises musicales" sur les trônes, la brièveté de beaucoup de règnes, les règnes interrompus et repris, et parfois les règnes à plusieurs (co-princes). Quant au gouvernement, il était assuré par les ministres et par le Sfat domnesc (conseil des boyards).
Concernant le tribut aux Turcs, la vassalité des principautés roumaines envers l'Empire ottoman ne signifie pas, comme le montrent par erreur beaucoup de cartes historiques, qu'elles soient devenues des provinces turques et des pays musulmans. Seuls quelques petits territoires moldaves et valaques deviennent ottomans : en 1422 la Dobrogée au sud des bouches du Danube, en 1484 la Bessarabie alors dénommée Boudjak, au nord des bouches du Danube (ce nom ne désignait alors que les rives du Danube et de la mer Noire), en 1538 les rayas de Brăila alors dénommée Ibrahil et de Tighina alors dénommée Bender, et en 1713 la raya de Hotin. Le reste des principautés de Valachie et Moldavie (y compris la Moldavie entre Dniestr et Prut qui sera appelée Bessarabie en 1812, lors de l'annexion russe) ont conservé leurs propres lois, leur religion orthodoxe, leurs boyards, princes, ministres, armées et autonomie politique (au point de se dresser plus d'une fois contre le Sultan ottoman). Les erreurs cartographiques et historiques sont dues à l'ignorance ou à des simplifications réductrices. Voir Gilles Veinstein et Mihnea Berindei : L'Empire ottoman et les pays roumains, EHESS, Paris, 1987.